# Exochus yasumatsui
Exochus yasumatsui là một loài tò vò trong họ Ichneumonidae.